# Dusona pseudobucculenta
Dusona pseudobucculenta là một loài tò vò trong họ Ichneumonidae.